# Virotia rousselii
Virotia rousselii är en tvåhjärtbladig växtart som först beskrevs av Eugène Vieillard, och fick sitt nu gällande namn av P.H.Weston & A.R.Mast. Virotia rousselii ingår i släktet Virotia och familjen Proteaceae. Inga underarter finns listade i Catalogue of Life.